# شيفاسو
شيفاسو ( pronounced ‎[kiˈvasso]‏ ؛ Piedmontese ) هي بلدية في مدينة متروبوليتان تورينو في إيطاليا منطقة بيدمونت، والتي تقع على بعد حوالي 20 كيلومتر (12 ميل) شمال شرق تورينو.

## نبذة
يبلغ عدد سكان شيفاسو حوالي 27000 نسمة. وتقع على الضفة اليسرى لنهر بو ، بالقرب من تدفق نهر أوركو. تحتوي بلدية شيفاسو على فرازيوني (التقسيمات الفرعية ، القرى والنجوع بشكل رئيسي) مونتيجوف ، بيتليم ، توراسي ، كاستلروسو ، بوجلياني ، بورغيتو ، موشيه ، ماندريا ، بوشيتو ، براتوريجيو .
وتقع مدينة Chivasso على حدود البلديات التالية: مازيي و كالوسو و سان بينينيو كانافيس و مونتانارو و رونديسينو و ڤيرولينغو و ڤولبيانو و برانديزو و سان ستيبانو دا بو و كاستاجينتو بو و سان رافيلي سيمنا، ومن المحتمل أن يكون الاسم من أصل روماني ( كلاڤسيوم ، والذي تستخدمه الشركات المحلية في الوقت الحاضر) .

## المعالم السياحية الرئيسية
الكاتدرائية التي يعود تاريخها إلى القرن الخامس عشر لها واجهة مزينة بالتماثيل المصنوعة من الطين .

## المواصلات
وتم افتتاح محطة سكة حديد شيفاسو عام 1856 ، وتشكل جزءًا من سكة حديد تورينو-ميلانو ، وهي أيضًا تقاطع لثلاثة خطوط أخرى ، إلى أوستا وأستي وكاسال مونفيراتو على التوالي.

## المبارك أنجيلو كارليت دي شيفاسو
وكانت شيفاسو مسقط رأس عالم اللاهوت أنجيلو كارليتي في القرن الخامس عشر.و كرّم سكان البلدة ذكراه ، كما فعل سكان كونيو حيث مات ، واعترف البابا بنديكتوس الثالث عشر بالعبادة التي طوّبه في عام 1753. بينما يتم الاحتفال رسميًا بعيده في 12 أبريل ، يتم الاحتفال به في مسقط رأسه شيفاسو أيضًا بمعرض ريفي قديم كل عام في نهاية شهر أغسطس.

## شخصية العام
شخصية العام هي جائزة سنوية تقدمها صحيفة Chivasso الأسبوعية La Nuova Periferia. وهي جائزة لأهالي المنطقة الذين تميزوا العام الماضي. وتأسس في عام 2016 ، وشهد ذلك العام تكريم أربعة أشخاص ، اختارهم طاقم تحرير الصحيفة: سائق الدراجة النارية فرانشيسكو باجنايا ، ماتيلدا كاسا ، لورا سالفيتي وجيانلوكا بوكا. من العام التالي يتم اختيار الشخصية بناءً على تصويت القراء. الفائزون في الطبعات هم:
- لعام 2017 Davide Lingua da Verole ، مدير وعامل أزياء.
- للعام 2018 Francangelo Carra ، سياسي.
- لعام 2019 بينو باتيباليا ، رجل الاستعراض.

## روابط خارجية
- الموقع الرسمي